# إستيبان أثكوي
إستيبان أثكوي لارانياغا (بالإسبانية: Esteban Azkue Larrañaga، ولد في 24 فبراير 1944، أوريو، غيبوثكوا، إسبانيا) رياضي إسباني. تنافس في رياضة الرماية.
حصل على الميدالية الذهبية في بطولة العالم للرماية عام 1977، كما حاز على الميدالية الذهبية في بطولة أوروبا للرماية عام 1974.

## إنجازاته

### بطولة العالم للرماية
- 1975 ميونخ  ألمانيا:  ميدالية برونزية في فئة الحفرة الأولمبية الفرقية (Team Trap).
- 1977 أنتيب  فرنسا:  ميدالية ذهبية في فئة الحفرة الأولمبية الفردية (Trap).
- 1977 أنتيب  فرنسا:  ميدالية فضية في فئة الحفرة الأولمبية الفرقية (Team Trap).
- 1981 سان ميغيل دي توكومان  ألمانيا:  ميدالية فضية في فئة الحفرة الأولمبية الفرقية (Team Trap).

### بطولة أوروبا للرماية
- 1974 أنتيب  فرنسا:  ميدالية ذهبية في فئة الحفرة الأولمبية الفردية (Trap).

## روابط خارجية
- إستيبان أثكوي على موقع أوليمبيديا (الإنجليزية)